# Multicatalyse
 (mai 2025).
Le terme multicatalyse est issu du mot catalyse, dérivé du grec katalysis (κατάλυσις), signifiant "dissolution", et du préfixe multi-, du latin multus ("nombreux"). Il désigne l’utilisation conjointe de plusieurs catalyseurs dans une même transformation chimique. Développée pour optimiser les réactions chimiques, la multicatalyse s’inspire des réactions en cascade, tandem et domino, facilitant la construction rapide et sélective de molécules complexes. Son essor est lié à la catalyse asymétrique organique, notamment via l’organomulticatalyse, qui associe plusieurs catalyseurs organiques dans un même milieu réactionnel. Si le concept existait déjà, il est réellement étudié et reconnu depuis les années 2010, démontrant ses avantages en sélectivité, cinétique et durabilité.
La multicatalyse repose sur l’usage simultané ou séquentiel de plusieurs catalyseurs pour améliorer la cinétique, la sélectivité et limiter les déchets. Contrairement à la catalyse classique, elle permet d’exploiter plusieurs voies réactionnelles, optimisant ainsi l’efficacité des transformations chimiques. L’une de ses applications majeures est l’association d’organocatalyseurs et de catalyseurs métalliques, utilisée en synthèse organique et chimie asymétrique pour contrôler la réactivité et la stéréochimie. Elle s’étend aussi à la catalyse enzymatique, homogène et hétérogène, ouvrant la voie à des procédés plus efficaces et sélectifs.
Si la catalyse classique est efficace, elle peut être limitée pour les réactions complexes. La multicatalyse permet de surmonter ces contraintes en intégrant plusieurs catalyseurs dans des réactions en cascade, réduisant ainsi les étapes intermédiaires et l’utilisation de solvants, en accord avec les principes de la chimie verte.
Historiquement, dès le XXᵉ siècle, la catalyse bifonctionnelle a mis en évidence que l’interaction entre plusieurs sites catalytiques pouvait faciliter certaines transformations. Ce principe a conduit au développement de la catalyse en cascade, posant les bases de la multicatalyse moderne. Avec l’essor de la synthèse organique et de la chimie verte, son intégration s’est intensifiée, notamment par l’association de catalyseurs métalliques et organiques. L’apparition de systèmes multicatalytiques intégrés et de matériaux catalytiques avancés, tels que les organohydrogels catalytiques, a permis d’optimiser la sélectivité et la durabilité des procédés.
Aujourd’hui, la multicatalyse est essentielle en chimie organique, pharmaceutique et industrielle, optimisant la synthèse de principes actifs, tout en réduisant les déchets et la consommation énergétique. Son développement futur repose sur une meilleure compatibilité catalytique pour des procédés plus performants à grande échelle.

## Typologie
Les systèmes multicatalytiques sont classés selon deux critères principaux : le mode d’interaction des cycles catalytiques (nombre et indépendance des cycles) et le nombre de réactions catalytiques indépendantes impliquées dans le processus global. En combinant ces critères, plusieurs catégories de multicatalyses peuvent être définies, parmi lesquelles la catalyse coopérative et la catalyse relai. La catalyse relai englobe une large variété de systèmes et peut être subdivisée en différentes sous-catégories. Chaque approche présente des avantages spécifiques, notamment en termes d’efficacité, de sélectivité et de réduction des étapes intermédiaires.

### Catalyse Coopérative
La catalyse est dite coopérative ou synergique lorsque deux catalyseurs distincts interagissent dans un même cycle réactionnel en partageant leurs cycles catalytiques individuels et en opérant dans un état de transition commun,. Cette coopération permet d’optimiser la réactivité et la sélectivité des réactions chimiques. Le mécanisme est décrit par la figure ci-contre.

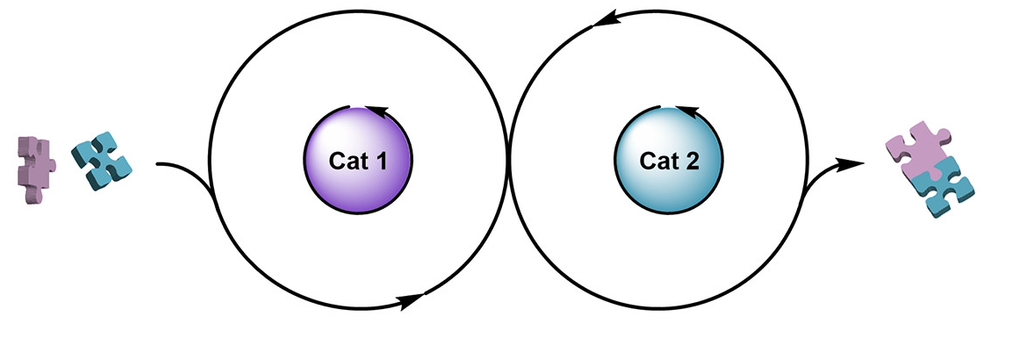
Mécanisme de la multicatalyse coopérative

La catalyse coopérative implique généralement deux catalyseurs et deux cycles catalytiques interconnectés, partageant des intermédiaires réactionnels. Cette approche favorise des réactions plus efficaces et plus sélectives, notamment en synthèse asymétrique. L'action synergique des catalyseurs permet un meilleur contrôle stéréosélectif par la formation d’états de transition très organisés.

### Catalyse Relai

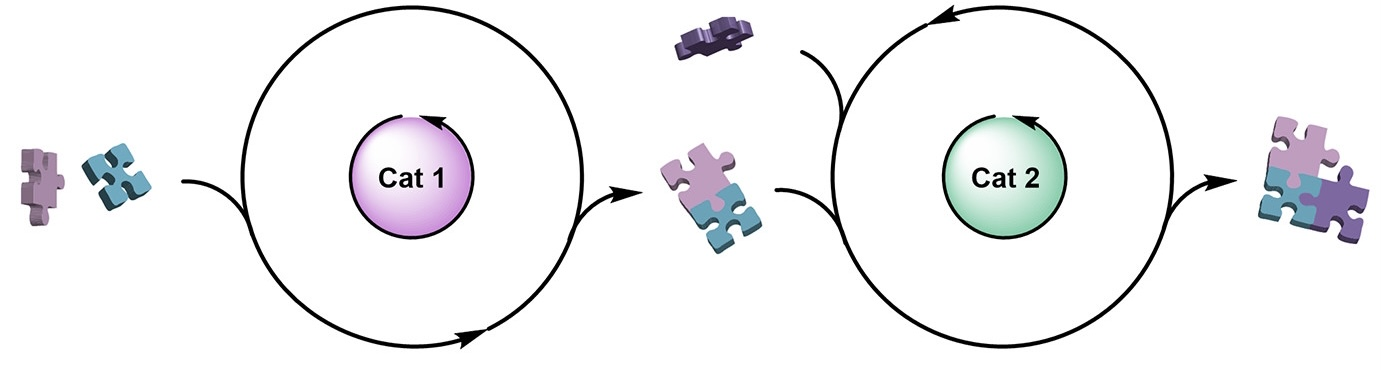
Mécanisme de la multicatalyse relai

La catalyse relai se caractérise par l’intervention successive de plusieurs catalyseurs dans des cycles catalytiques distincts, permettant ainsi l’exécution d’une séquence de réactions indépendantes. Ce type de catalyse permet d’exécuter des synthèses complexes tout en réduisant le nombre d’étapes isolées et en améliorant le rendement global. Le mécanisme est décrit par la figure ci-contre.

#### Sous-catégories de catalyse relai
Différents types de catalyse relai peuvent être distingués selon deux critères : le nombre de pré-catalyseurs impliqués et la nécessité d’un changement des conditions réactionnelles.
- Catalyse auto-relai, si un seul pré-catalyseur est utilisé, mais il change d’état ou de fonction au cours du processus
- Catalyse relai orthogonale, si plusieurs pré-catalyseurs sont présents dès le début, fonctionnant indépendamment sans modification des conditions réactionnelles
- Catalyse relai séquentielle, s’il y a changement des conditions réactionnelles ou ajout progressif de catalyseurs au cours du processus

## Applications et Chimie Verte
La multicatalyse est une approche chimique innovante qui repose sur l'utilisation simultanée ou séquentielle de plusieurs catalyseurs dans un même milieu réactionnel. Cette stratégie permet d’optimiser les processus de synthèse en combinant plusieurs transformations en une seule étape, une approche appelée « one-pot ». Elle présente de nombreux avantages en termes d’efficacité chimique et s’inscrit pleinement dans les principes de la chimie verte. En limitant le nombre d’étapes intermédiaires, elle réduit la consommation d’énergie, la production de déchets et l’utilisation de solvants, tout en améliorant le rendement et la sélectivité des réactions.
Dans un système multicatalytique, plusieurs catalyseurs agissent de manière coopérative pour accélérer différentes étapes d’une réaction chimique. Cette approche permet d’abaisser l’énergie d’activation nécessaire à certaines transformations, rendant possibles des réactions autrement inefficaces. L’intégration de cycles catalytiques multiples permet d’améliorer l’efficacité atomique, d’optimiser les ressources et de limiter les pertes. Elle favorise également la synthèse de molécules complexes qui seraient difficilement accessibles par des méthodes traditionnelles. De plus, en imitant les processus enzymatiques naturels, la multicatalyse s’inscrit dans une démarche de chimie verte en développant des procédés plus doux et économes en énergie.
L’un des principaux avantages de la multicatalyse est sa capacité à réduire la formation de sous-produits et à éviter les étapes de purification intermédiaires, ce qui simplifie considérablement les procédés de synthèse. En permettant à un réactif de subir plusieurs transformations successives ou simultanées dans un même milieu réactionnel, elle optimise les conditions opératoires et réduit le nombre d’interventions extérieures. Cela se traduit par une diminution de l’utilisation de solvants et de réactifs, contribuant ainsi à la réduction des déchets et à une meilleure durabilité des processus chimiques.
Cependant, la mise en œuvre de la multicatalyse présente plusieurs défis. La compatibilité entre les différents catalyseurs et réactifs utilisés dans un même milieu réactionnel peut poser des problèmes nécessitant une optimisation rigoureuse des conditions de réaction. Chaque catalyseur ayant ses propres paramètres optimaux (température, solvant, pH), il est parfois complexe d’établir un compromis qui permette d’assurer une efficacité maximale du système dans son ensemble. De plus, bien que la multicatalyse ait démontré son efficacité en laboratoire, son application à l’échelle industrielle reste un défi majeur en raison des coûts élevés et des difficultés de contrôle des conditions réactionnelles à grande échelle.
Malgré ces défis, la multicatalyse représente un champ de recherche prometteur et continue d’évoluer grâce aux avancées en catalyse homogène, hétérogène et enzymatique. Elle ouvre la voie à de nouvelles transformations chimiques et pourrait permettre le développement de procédés encore plus performants et respectueux de l’environnement. En combinant le meilleur de différentes approches catalytiques, elle constitue une stratégie clé pour l’avenir de la chimie durable.

## Quelques exemples de réactions multicatalytiques

### Allylation asymétrique par catalyse coopérative

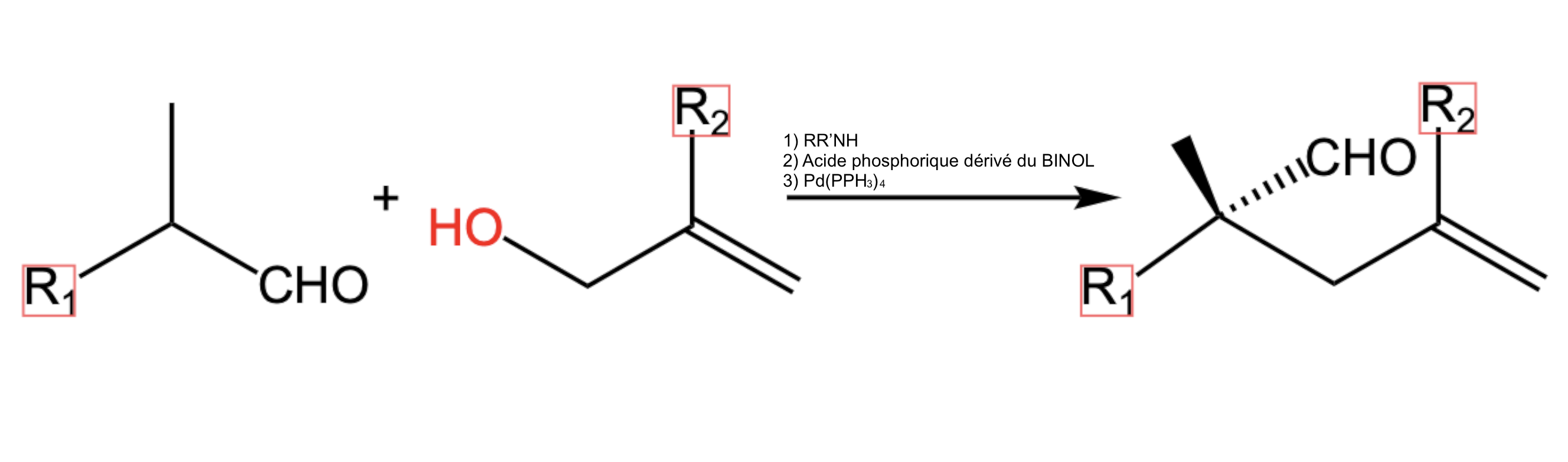
Equation bilan de l’allylation asymétrique de Tsuji-Trost catalysée par le palladium à partir d’aldhéydes

Un bon exemple de multicatalyse coopérative est l’allylation asymétrique de Tsuji-Trost catalysée par le palladium à partir d’aldéhydes. En effet, sa capacité à favoriser la formation de liaison carbone-carbone avec une sélectivité énantiosélective en fait une réaction très attrayante dans la production de molécules chirales complexes pharmaceutiques aux propriétés biologiques spécifiques. L’approche multicatalytique permet d’obtenir des excès énantiomériques élevés tout en minimisant la formation de sous-produits indésirables.

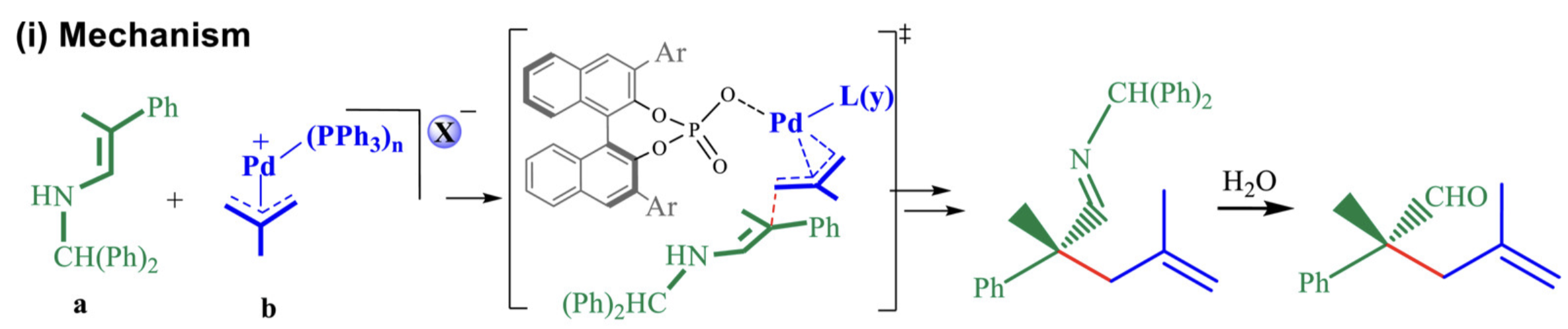
Mécanisme de l’addition énantiosélective amenant à la formation d’un centre chiral quaternaire

Le mécanisme réactionnel repose sur la coopération synergique entre trois types de catalyseurs: organique (amine secondaire), métallique (palladium) et acide de Brønsted chiral (acide phosphorique dérivé du BINOL). Tout d’abord, l’aldéhyde est converti en énamine par l’organocatalyseur, augmentant ainsi sa réactivité nucléophile. Parallèlement, un alcool allylique est protoné par l’acide phosphorique chiral, formant un cation allylique stabilisé par un contre-ion chiral. Ce dernier est alors capté par un complexe palladique pour former une espèce π-allylique (b). Ce dernier va finalement réagir avec l’énamine (a) formée par addition énantiosélective, conduisant ainsi à la formation d’un centre chiral quaternaire au sein du produit final.
Le contrôle de la stéréosélectivité est guidé surtout par le contre-ion chiral, c’est-à-dire le phosphate chiral, par le biais d’interactions non covalentes. La transmission de la chiralité repose principalement sur des liaisons hydrogène et des forces électrostatiques, stabilisant préférentiellement une configuration énantiomérique donnée. D’un point de vue théorique, l’intermédiaire palladium-π-allylique est fortement influencé par la présence du contre-ion chiral, orientant l’attaque nucléophile de l’énamine vers une seule face de la molécule.
L’intérêt de cette stratégie est qu’il est possible d’ajuster finement la stéréosélectivité en modifiant la structure du contre-ion chiral, de l’organocatalyseur ou du complexe métallique. De plus, bien que classiquement la chiralité soit transmise via un ligand directement lié à un métal, ici il est surtout question d’interactions faibles qui permettent un contrôle stéréochimique à distance.
Ainsi, en combinant judicieusement plusieurs types de catalyseurs, il est possible de réaliser des transformations hautement sélectives et efficaces, ouvrant ainsi de nouvelles perspectives en chimie de synthèse.

### Cycloaddition catalytique asymétrique vers les pyrroles

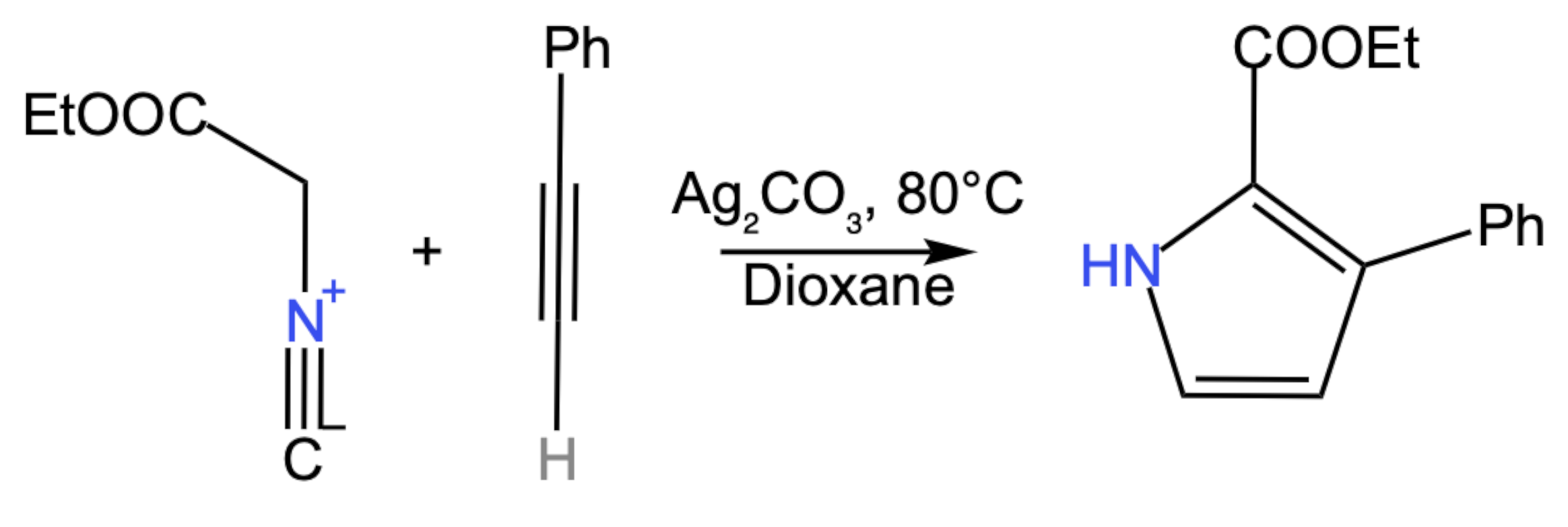
Equation bilan de cycloaddition catalytique asymétrique de pyrroles

Les pyrroles sont des hétérocycles azotés d’une grande importance en chimie des matériaux, en agrochimie et en pharmacie. Récemment, des réactions catalysées par Ag₂CO₃ ont été explorées pour la synthèse de pyrroles à partir de composés électrophiles et d’alcynes non activés. En particulier, les équipes de Lei et Bi ont montré que Ag₂CO₃ permet une cycloaddition entre un isocyanure et un alcyne dans du dioxane (solvant) en suivant un mécanisme radicalaire: la présence de deux groupes électroattracteurs (-NC et carbonyle) sur l’isocyanure favorise la formation d’un radical.

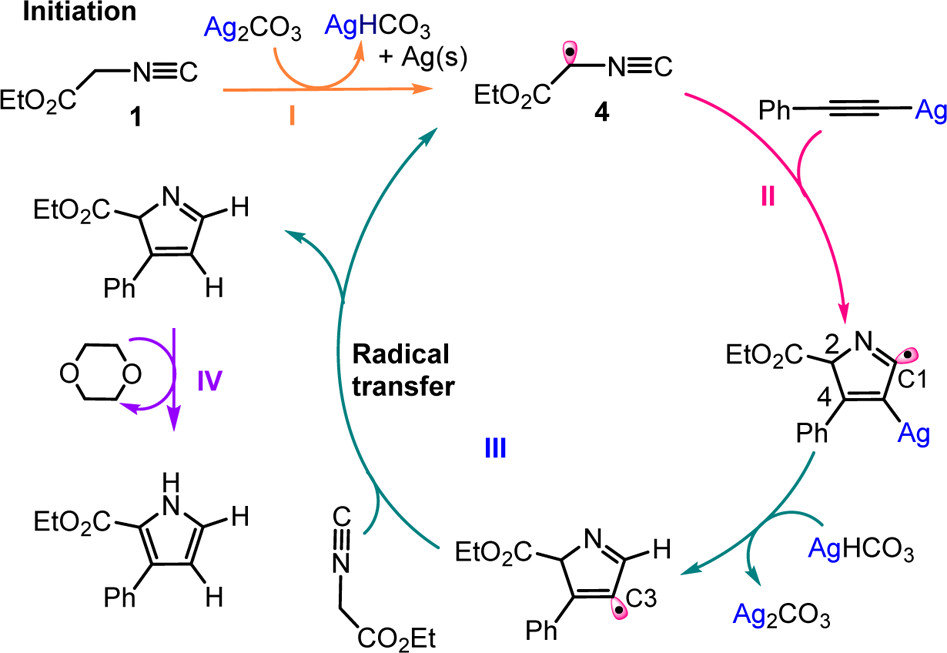
Cycle catalytique du mécanisme réactionnel radicalaire

Le mécanisme repose sur une synergie entre catalyse métallique et activation radicalaire. Initialement, l’isocyanure est déprotoné par Ag₂CO₃, puis oxydé, générant un radical isocyanure. Il s’agit d’une étape essentielle, car elle permet d'activer le substrat sans nécessiter de préfonctionnalisation. En parallèle, l'alcyne réagit avec Ag₂CO₃ pour former un acétylure d'argent, un intermédiaire favorisant l’élaboration de nouvelles liaisons carbone-carbone. Ainsi formés, le radical isocyanure (4) et l’acétylure d’argent vont former un intermédiaire cyclique par cycloaddition. Finalement, une protonation et un réarrangement radicalaire va stabiliser ce dernier intermédiaire, nous permettant d’obtenir la structure pyrrolique finale. Dans cette réaction, la place du solvant, le (1,4-dioxane), est déterminante, car il intervient activement en stabilisant les intermédiaires et facilitant le transfert des radicaux. En effet, il va établir des coordinations avec Ag₂CO₃, mais également des interactions hydrogènes qui viennent réduire les barrières énergétiques. Le cycle catalytique se voit lui aussi faciliter grâce à son rôle de navette de radical. Le Ag₂CO₃, quant à lui, joue non seulement le rôle de catalyseur, mais aussi d’oxydant (formation du radical isocyanure) et de base (déprotonation de l’isocyanure), illustrant ainsi comment la multicatalyse permet d’exploiter plusieurs modes d’activation simultanément pour améliorer les performances d’une réaction chimique.
Contrairement aux protocoles traditionnels, cette réaction utilise des alcynes non activés, ce qui simplifie l’accès aux substrats et élargit son champ d’application. De plus, le fait de réaliser une multicatalyse permet de limiter le nombre d’étapes, et donc de garantir un meilleur rendement ainsi qu’une plus grande efficacité. En combinant plusieurs modes d’activation, ceci illustre parfaitement comment la multicatalyse peut améliorer la réactivité et la sélectivité des réactions organiques.